# Cameron (Texas)
Cameron is een plaats (city) in de Amerikaanse staat Texas, en valt bestuurlijk gezien onder Milam County.

## Demografie
Bij de volkstelling in 2000 werd het aantal inwoners vastgesteld op 5634.
In 2006 is het aantal inwoners door het United States Census Bureau geschat op 5855, een stijging van 221 (3,9%).

## Geografie
Volgens het United States Census Bureau beslaat de plaats een oppervlakte van
11,0 km², geheel bestaande uit land. Cameron ligt op ongeveer 144 m boven zeeniveau.

## Plaatsen in de nabije omgeving
De onderstaande figuur toont nabijgelegen plaatsen in een straal van 28 km rond Cameron.